# Vol American Airlines 63
Le 22 décembre 2001, un homme nommé Richard Reid a essayé de faire exploser un Boeing 767-300 effectuant le vol American Airlines 63, un vol régulier reliant Paris à Miami. Il a été maîtrisé et arrêté par les membres de l'équipage et les passagers.

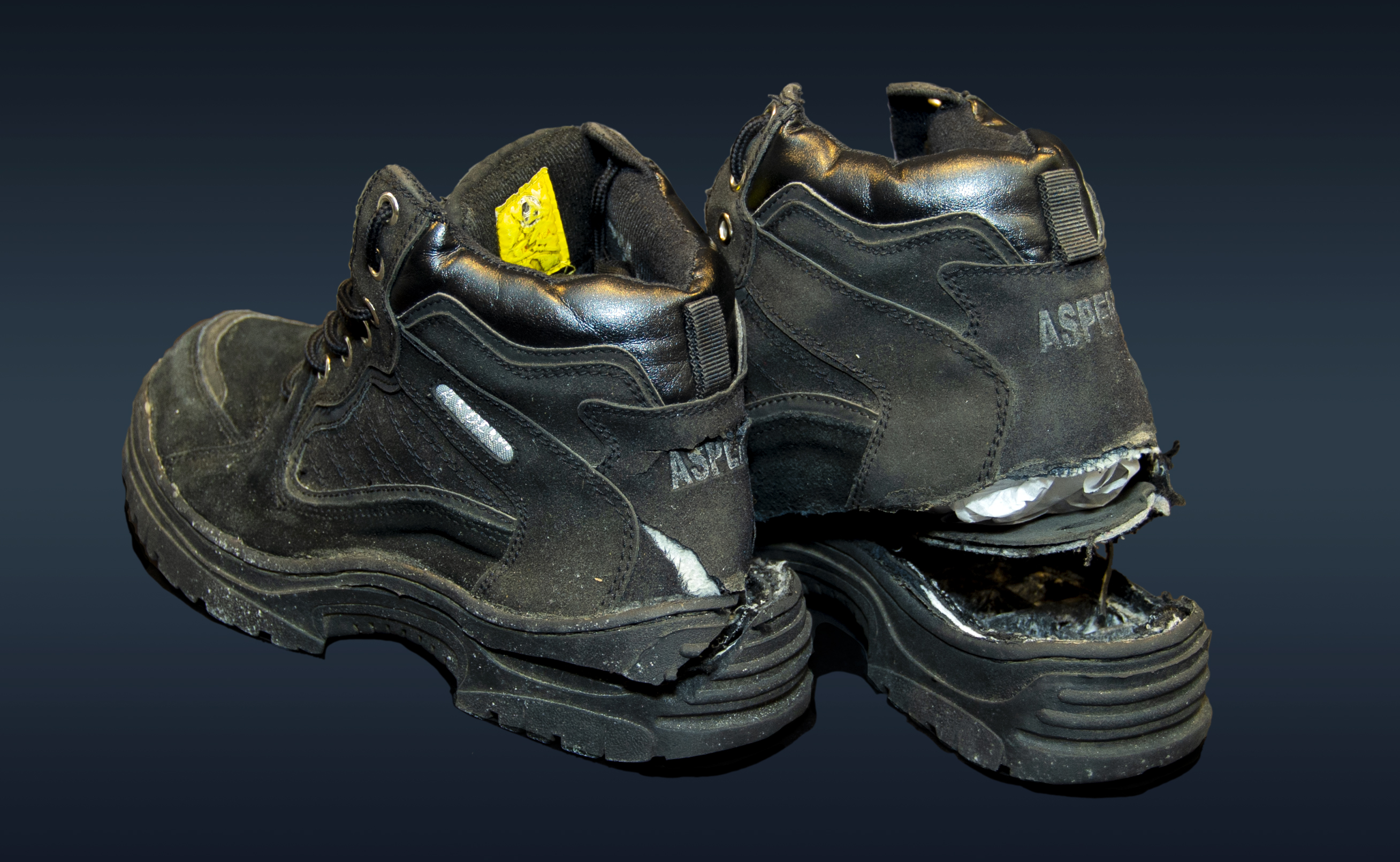
Les chaussures piégées utilisées par Richard Reid.

Il avait réussi à passer les contrôles de sécurité de l'aéroport avec de l'explosif dissimulé dans les semelles de ses chaussures. Le vol atterrit en urgence à Boston, tous les passagers et membres d'équipage sont sains et saufs. 
Richard Reid sera condamné à la prison à vie.
Des procédures et des équipements supplémentaires furent installés dans tous les aéroports américains,, ainsi que dans de nombreux autres aéroports dans le monde entier.